# Lasenthai Puvanart
Lasenthai Puvanart hay Lasenthai (1462 - 1495), danh xưng hoàng gia là Samdach Brhat-Anya Chao Lankasena Daya Buvananatha Raja Sri Sadhana Kanayudha là vua thứ 13 của Vương quốc Lan Xang, trị vì từ năm 1485 (đăng quang 1491) đến khi mất 1495 .
Ông là con trai thứ 6 của vua Xaiyna Chakhaphat (Sai Tia Kaphut), là thống đốc Nongkae. Ông kế vị anh trai là Vua Suvanna Banlang năm 1485, nhưng lễ đăng quang năm 1491. Vua Lasenthai có quan hệ với Vương quốc Ayutthaya đặc biệt thân thiện vào thời điểm đó, và vua Ayutthaya Boroma Trailokanart đã gửi một phái viên đặc biệt đến dự lễ đăng quang.
Vua Lasenthai bất ngờ qua đời vào năm 1495 sau khi cai trị mười năm hòa bình.
Ông có một con trai là Chao Fa (Hoàng tử) Som Phou, kế vị ông khi ông mất năm 1495.